# Psammobatis
A Psammobatis a porcos halak (Chondrichthyes) osztályának rájaalakúak (Rajiformes) rendjébe, ezen belül az Arhynchobatidae családjába tartozó nem.

## Tudnivalók
A Psammobatis-fajok előfordulási területe Dél-Amerika déli felének a partjai mentén van. Mindegyikük megtalálható az Atlanti-óceán délnyugati részé, azonban három faj a Csendes-óceán délkeleti részén is előfordul. Ezek a ráják fajtól függően 22-49 centiméteresek.

## Rendszerezés
A nembe az alábbi 8 élő faj tartozik:
- Psammobatis bergi Marini, 1932
- Psammobatis extenta (Garman, 1913)
- Psammobatis lentiginosa McEachran, 1983
- Psammobatis normani McEachran, 1983
- Psammobatis parvacauda McEachran, 1983
- Psammobatis rudis Günther, 1870
- Psammobatis rutrum Jordan, 1891
- Psammobatis scobina (Philippi, 1857)